# Lipové
Lipové és un poble i municipi d'Eslovàquia que es troba a la regió de Nitra, al sud-oest del país. El 2021 tenia 142 habitants.

## Història
La primera menció escrita de la vila es remunta al 1921.

## Demografia
| Godina             | 1994 | 2004    | 2014    | 2024   |
| ------------------ | ---- | ------- | ------- | ------ |
| Nombre de persones | 203  | 180     | 145     | 148    |
| Diferència         |      | −11,33% | −19,44% | +2,06% |

| Godina             | 2023 | 2024   |
| ------------------ | ---- | ------ |
| Nombre de persones | 144  | 148    |
| Diferència         |      | +2,77% |